# Sam Kinison
Samuel Burl Kinison (Yakima, 8 dicembre 1953 – Needles, 10 aprile 1992) è stato un comico, cabarettista e attore statunitense.

## Biografia
Nato a Yakima nello stato di Washington e passando gran parte della sua infanzia a Peoria, Illinois, Kinison era il figlio di Marie Florence Morrow e Samuel Kinison, predicatori pentecostali. Kinison era conosciuto per il suo intenso e sagace umorismo. Esecutore di monologhi comici in stile revitalizzato da predicatore, affrontava temi d'attualità come la politica statunitense, la sessualità, la religione e la cultura pop, con l'immancabile tono di voce caratterizzato da puntuali grida. 
Il 10 aprile 1992, sei giorni dopo il suo matrimonio con Malika Souiri, la coppia ebbe un incidente automobilistico sulla Route 95. Kinison, alla guida della sua Pontiac Trans Am Turbo del 1989, fu investito in pieno da un pick-up guidato da un diciassettenne in stato di ebbrezza, 6 chilometri a nord dell'Interstate 40, a ovest di Needles. Malika riuscì a sopravvivere all'incidente. Nell'autopsia successiva eseguita sul suo corpo, all'attore furono trovate tracce di cocaina, tranquillanti presi su prescrizione e codeina nel sangue. 
Kinison fu sepolto dai membri della sua famiglia al Memorial Park Cemetery di Tulsa (Oklahoma). Sulla sua lapide una citazione anonima recita: "In un altro tempo e un altro luogo, sarebbe stato chiamato profeta". La sua morte accidentale è stata associata anche alla maledizione di Atuk, una sceneggiatura comica che avrebbe "ucciso" molte delle persone che avrebbero lavorato o si sarebbero detti interessati ad essa. Sebbene si tratti di una leggenda urbana, dopo la morte di attori del calibro di John Belushi, Kinison e John Candy il progetto cadde nel dimenticatoio.

## Opere

### Discografia
- Louder Than Hell (1986)
- Have You Seen Me Lately? (1988)
- Leader of the Banned (1990)
- Live From Hell (1993)

### Videografia
- Breaking The Rules (1987)
- Family Entertainment Hour (1991)
- Unleashed (2009)

## Filmografia
- Alba selvaggia (Savage Dawn) (1985)
- I tre amigos! (Three Amigos) (1986, scene eliminate)
- A scuola con papà (Back to School) (1986)

### Comparse televisive
- Rodney Dangerfield: It's Not Easy Bein' Me (1986)
- Saturday Night Live (1986, host)
- Sposati... con figli (Married with Children) (1989, guest star)
- I racconti della cripta (Tales from the Crypt) (1990, guest star)
- Charlie Hoover (1991, come Hugh)